# Национална партия (Турция)
Вижте пояснителната страница за други значения на Национална партия.
Националната партия (на турски: Ulusal Parti) е националистическа политическа партия в Турция. Тя е основана от Гьокче Фърат през 2010 г.

## Участия в избори
На президентските избори през 2014 г. партията подкрепя кандидатурата на Екмеледин Ихсаноглу.